# 星蘭ひとみ
星蘭 ひとみ（せいら ひとみ、1994年5月26日 - ）は、元宝塚歌劇団専科・星組の娘役。
東京都港区、学習院女子高等科出身。身長163cm。愛称は「せーら」、「まゆ」。

## 来歴
2013年、宝塚音楽学校入学。
2015年、宝塚歌劇団に101期生として入団。月組公演「1789」で初舞台。その後、星組に配属。
入団当初からスラリとしたプロポーションと圧倒的な美貌で注目を集め、2017年の「ベルリン、わが愛」で新人公演初ヒロイン。
2018年の「ANOTHER WORLD」で2度目の新人公演ヒロイン。
2019年12月23日付で専科へと異動。ベテランが中心のスペシャリスト集団・専科に、入団5年目の若手娘役が異動するのは極めて異例であり、専科異動後は映像を中心に活動すると発表。現役のタカラジェンヌが舞台外での活動を前提として異動するのも近年では異例のこととなった。
2020年のTBS系ドラマ「おカネの切れ目が恋のはじまり」で、連続ドラマに初出演。このドラマが遺作となった三浦春馬演じる猿渡慶太の元恋人・聖徳まりあ役を演じた。現役タカラジェンヌが連続ドラマにレギュラー出演するのは、1994年にNHK連続テレビ小説「ぴあの」でヒロインを務めた純名里沙以来、26年ぶりのこととなった。その後の活躍が期待されていたが、同年11月30日付で宝塚歌劇団を退団。
2021年、トヨタ自動車社長（当時）・豊田章男の長男である豊田大輔と結婚することが発表された。

## 人物
出光興産の創業者として知られる出光佐三の一族出身である。
彫りの深い顔立ちと大きな瞳で観客の目を引き、一部のファンからは「タカラヅカのオードリー・ヘップバーン」と呼ばれた。
また幼稚園から女子高等科までを学習院で過ごし、秋篠宮文仁親王の次女・佳子内親王とは同級生であった。

## 宝塚歌劇団時代の主な舞台

### 初舞台
- 2015年4月24日 - 6月1日、月組『1789-バスティーユの恋人たち-』（宝塚大劇場のみ）[8]

### 星組時代
- 2015年8月21日 - 11月22日、『ガイズ&ドールズ』（宝塚・東宝）
- 2016年1月6日 - 28日、『LOVE & DREAM』（東京国際フォーラム・梅田芸術劇場）
- 2016年3月18日 - 6月19日、『こうもり』『THE ENTERTAINER!』（宝塚・東宝）
- 2016年8月26日 - 11月20日、『桜華に舞え』 - 新人公演：村田岩熊（本役：天飛華音）『ロマンス!! (Romance)』（宝塚・東宝）
- 2017年3月10日 - 6月11日、『THE SCARLET PIMPERNEL（スカーレット ピンパーネル）』（宝塚・東宝） - ルイ・シャルル、新人公演：ケイト（本役：音波みのり）[8]
- 2017年7月22日 - 8月7日、『オーム・シャンティ・オーム-恋する輪廻-』（梅田芸術劇場） - ドリー
- 2017年9月29日 - 12月24日、『ベルリン、わが愛』 - 少年、新人公演：ジル・クライン（本役：綺咲愛里）『Bouquet de TAKARAZUKA（ブーケ ド タカラヅカ）』（宝塚・東宝） 新人公演初ヒロイン[11][13][3][7][15][4][16][14][8][1]
- 2018年2月2日 - 25日、『うたかたの恋』 - ステファニー『Bouquet de TAKARAZUKA（ブーケ ド タカラヅカ）』（中日劇場）[8]
- 2018年4月27日 - 7月22日、『ANOTHER WORLD』 - 舞姫、新人公演：お澄（本役：綺咲愛里）『Killer Rouge（キラー ルージュ）』（宝塚・東宝） 新人公演ヒロイン[12][13][3][4][14][8]
- 2018年10月11日 - 22日、『デビュタント』（バウホール） - ミレーユ[8]
- 2019年1月1日 - 3月24日、『霧深きエルベのほとり』 - ローゼマリー・マインラート、新人公演：アンゼリカ・ロンバルト（本役：音波みのり）『ESTRELLAS（エストレ―ジャス）〜星たち〜』（宝塚・東宝）
- 2019年5月5日 - 25日、『鎌足-夢のまほろば、大和（やまと）し美（うるわ）し-』（ドラマシティ・日本青年館） - 安見児[8]
- 2019年7月12日 - 10月13日、『GOD OF STARS -食聖-』 - Seala、新人公演：AI（本役：小桜ほのか）『Éclair Brillant（エクレール ブリアン）』（宝塚・東宝）
- 2019年11月20日 - 12月15日、『ロックオペラ モーツァルト』（梅田芸術劇場・東京建物 Brillia HALL） - ゾフィー・ウェーバー[13]／女官

### 出演イベント
- 2018年12月21日 - 22日、タカラヅカスペシャル2018『Say! Hey! Show Up!!』

## テレビドラマ
- 2015年9月12日、NHK『経世済民の男 小林一三』後編 - 宝塚歌劇団団員[18][3]
- 2020年9月15日 - 10月6日、TBS『おカネの切れ目が恋のはじまり』 - 聖徳まりあ[3][7][15][4][16][8][19][1][2]
- 2021年1月19日、NHK『おちょやん』第32話 - 伯爵の娘・梅子[19][6][2]

## ウェブドラマ
- 2020年9月15日 - 10月6日、Paraviスピンオフ『恋の切れ目がおカネのはじまり?』 - 聖徳まりあ[20]